# 大衛·格雷 (足球運動員)
大衛·格雷（英語：David Gray；1988年5月4日—）是一位蘇格蘭足球運動員。在場上的位置是右後衛。他現在效力於蘇格蘭足球超級聯賽球隊希伯尼安足球俱樂部，並且擔任球隊的隊長。他也代表蘇格蘭國家足球隊參賽。

## 外部連結
- 足球数据库：David Gray的球员统计数据